# Parco nazionale Pieniny (Polonia)
Il parco nazionale Pieniny (in polacco Pieniński Park Narodowy) è un parco nazionale della Polonia meridionale vicino al confine tra la Polonia e la Slovacchia sulla catena montuosa dei monti Pieniny. È il primo parco nazionale in Polonia e il primo in Europa fondato già nel 1932.

## Storia

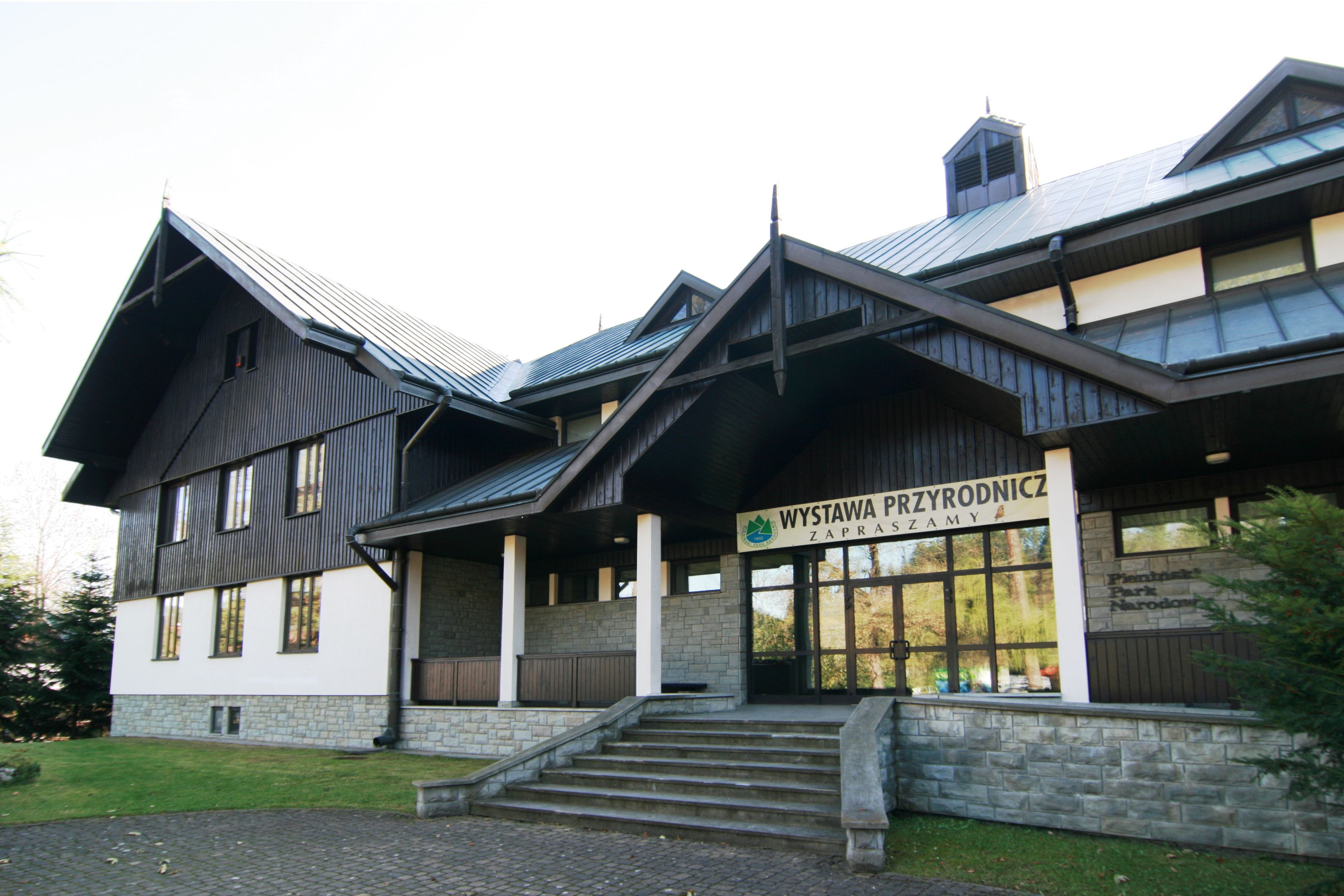
Sede della Direzione del Parco Nazionale dei Pieniny col museo

Il territorio dei monti Pieniny, al confine tra la Polonia e la Slovacchia, è stato dichiarato parco nazionale nel 1967, ma già nel 1932 la valle aperta del Dunajec con le foreste adiacenti è stata dichiarata riserva naturale dei monti Pieniny. Insieme al contiguo parco nazionale Pieniny slovacco faceva parte del primo parco internazionale d'Europa.

## Descrizione
Il parco nazionale racchiude le aree paesaggistiche e naturali più interessanti dell'intera catena dei monti Pieniny che sono il Pieniny Czorsztyńskie, ad ovest, il massiccio delle Tre Corone nella parte centrale e il Pieninki ad est. Il Pieniny Czorsztyńskie è la parte meno caratteristica, con boschi, prati e piccoli appezzamenti di terreno agricolo. Il massiccio delle Tre Corone è la parte più diversificata e spettacolare dei monti Pieniny con pendii ripidi e scarpate ghiaione che sono l'habitat ideale per numerose specie animali. Il Pieninki è una cresta molto pittoresca con varie cime. La gola del fiume Dunajec gode di un interesse particolare come canyon tra pareti calcaree che divide la catena montuosa. Il parco probabilmente ospita almeno la metà dell'intero numero di specie animali della fauna polacca e comprende specie autoctone, soprattutto farfalle e insetti. Tra le rarità avicole vi sono il gufo reale, il picchio muraiolo, il passero solitario, la civetta nana, il picchio tridattilo, il picchio nero e la cicogna nera. Tra i mammiferi sono presenti lince e lontre.